# A Sky Full of Stars
A Sky Full of Stars – drugi singel z albumu Ghost Stories brytyjskiej grupy Coldplay wydany 2 maja 2014. 

## Lista utworów

### Singel CD
| 1. | „A Sky Full of Stars”             | 4:28  |
|    |                                   |       |
| 2. | „Midnight” (Phones 4AM Remix)     | 10:56 |
|    |                                   |       |
| 3. | „Midnight” (Henrik Schwarz Remix) | 8:42  |
|    |                                   |       |
| 4. | „Midnight” (Jon Hopkins Remix)    | 10:06 |
|    |                                   |       |
|    |                                   | 34:12 |
|    |                                   |       |

### Digital download
| 1. | „A Sky Full of Stars” (Radio Edit) | 3:56  |
|    |                                    |       |
| 2. | „All Your Friends”                 | 3:32  |
|    |                                    |       |
| 3. | „Ghost Story”                      | 4:17  |
|    |                                    |       |
| 4. | „O (Reprise)”                      | 1:37  |
|    |                                    |       |
|    |                                    | 13:22 |
|    |                                    |       |

## Certyfikaty i sprzedaż
| Kraj                               | Certyfikat         | Sprzedaż   |
| ---------------------------------- | ------------------ | ---------- |
| Australia (ARIA)                   | 2x platynowa płyta | 140 000+   |
| Austria (IFPI Austria)             | złota płyta        | 15 000+    |
| Belgia (BEA)                       | 2x platynowa płyta | 40 000+    |
| Dania (IFPI Danmark)               | 2x platynowa płyta | 180 000+   |
| Dania (IFPI Danmark) (streaming)   | platynowa płyta    | 2 600 000+ |
| Francja (SNEP)                     | złota płyta        | 75 000+    |
| Hiszpania (Promusicae)             | 3x platynowa płyta | 180 000+   |
| Hiszpania (Promusicae) (streaming) | platynowa płyta    | 8 000 000+ |
| Kanada (MC)                        | 3x platynowa płyta | 240 000+   |
| Meksyk (AMPROFON)                  | platynowa płyta    | 60 000+    |
| Niemcy (BVMI)                      | 2x platynowa płyta | 600 000+   |
| Nowa Zelandia (RMNZ)               | złota płyta        | 7 500+     |
| Portugalia (AFP)                   | 3x platynowa płyta | 60 000+    |
| Stany Zjednoczone (RIAA)           | 4x platynowa płyta | 4 000 000+ |
| Szwajcaria (IFPI Schweiz)          | platynowa płyta    | 30 000+    |
| Wielka Brytania (BPI)              | 3x platynowa płyta | 1 800 000+ |
| Włochy (FIMI)                      | 5x platynowa płyta | 250 000+   |